# Robert-Charles Martin
Robert-Charles Martin (1877—1949) va ser un compositor, organista i professor francès.

## Biografia
Martin va viure a la ciutat portuària francesa de Le Havre (Seine-Maritime) on va ocupar el càrrec d'organista a l'església de St Michel de la ciutat. Entre els seus alumnes hi havia el compositor Arthur Honegger que li va dedicar dues obres: Trois pièces (1910) i la Fugue (1917) per a orgue.

## Obres
Martin va ser un compositor prolífic, sobretot d'obres solistes per a teclat (per a harmònium, orgue i piano), música de cambra, música vocal i textos pedagògics. Va publicar més de 150 obres.